# AVUS

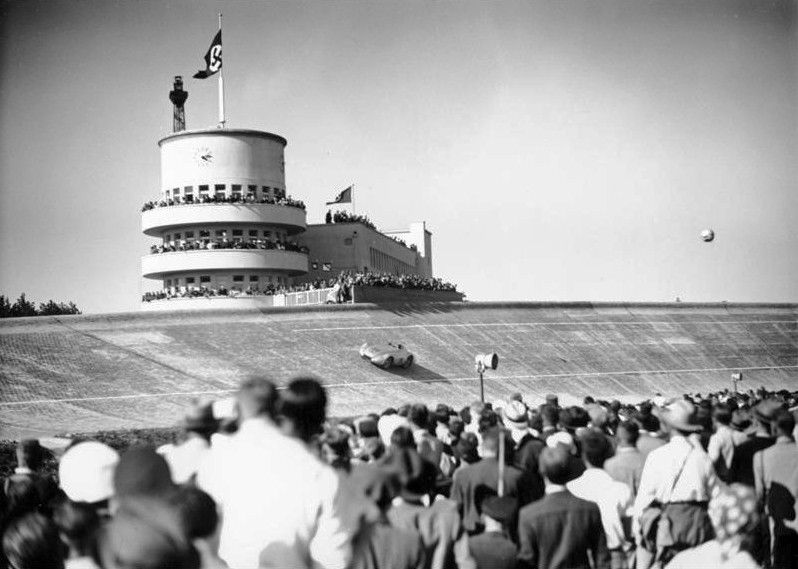
De Nordkurve in 1937

De AVUS (voluit Automobil-Verkehrs- und Übungs-Straße) is de oudste autoweg (weg gesloten voor niet-gemotoriseerd verkeer) van Europa,
gelegen tussen het Tentoonstellingspark en de wijk Nikolassee in het zuidwesten van Berlijn.
De AVUS werd oorspronkelijk vooral gebruikt als racecircuit en heeft deze functie gehouden tot 1998.

## Geschiedenis
Met de bouw van de AVUS werd in 1913 begonnen op initiatief van keizer Wilhelm II.
In 1921 was de toen 19,3 kilometer lange baan klaar en in 1926 werd hier de eerste Grand Prix van Duitsland gereden.
Doordat de AVUS was aangelegd als autoweg met gescheiden rijbanen, met keerlussen aan beide einden, werd het racecircuit als relatief saai ervaren in vergelijking met andere racecircuits. In 1937 werd de keerlus aan de noordzijde vervangen door een 43,6° hellende bocht, die sneller kon worden genomen. Aan het simpele karakter van het parcours veranderde dit echter niets.
In 1940 werd de AVUS een onderdeel van het snelwegennet en werd de Südkurve bij het tankstation aan de Spanische Allee gesloten. De als vervanging hiervoor geplande hellende bocht werd door het uitbreken van de Tweede Wereldoorlog niet voltooid. Na de oorlog werd ongeveer halverwege, aan de Hüttenweg, een nieuwe zuidelijke keerlus voor motoren aangelegd, wat het circuit tot 8,3 km inkortte. Vanaf 1953 werd er weer geracet. De tweede en laatste Formule 1-race op het circuit was in 1959.
Op de Nordkurve van de AVUS vonden verschillende ongelukken plaats. Op 1 augustus 1959 kwam de Franse coureur Jean Behra er om het leven toen hij de macht over het stuur verloor, waarna hij uit zijn Porsche werd geslingerd en tegen een vlaggenmast sloeg. Op dezelfde dag schoot Carel Godin de Beaufort er met zijn Porsche 718 van de baan. Hij overleefde een val van 15 meter en zijn Porsche bleek nog rijvaardig. De Beaufort nam weer deel aan de race maar werd wegens de staat waarin zijn bolide verkeerde aan de kant gezet.
Na 1961 werden Grand Prix-races niet meer op hellende circuits verreden omdat dat te gevaarlijk werd gevonden. De steile Nordkurve werd daarom in 1967 weer vervangen door een vlakke bocht.
Uiteindelijk voldeed het circuit niet meer aan de eisen van de hedendaagse autosport, en werd het gesloten. De laatste race was in 1998. Het traject is tegenwoordig onderdeel van de Bundesautobahn 115. Langs een deel is nog een oude tribune te zien.